# Samson Schmalkalder

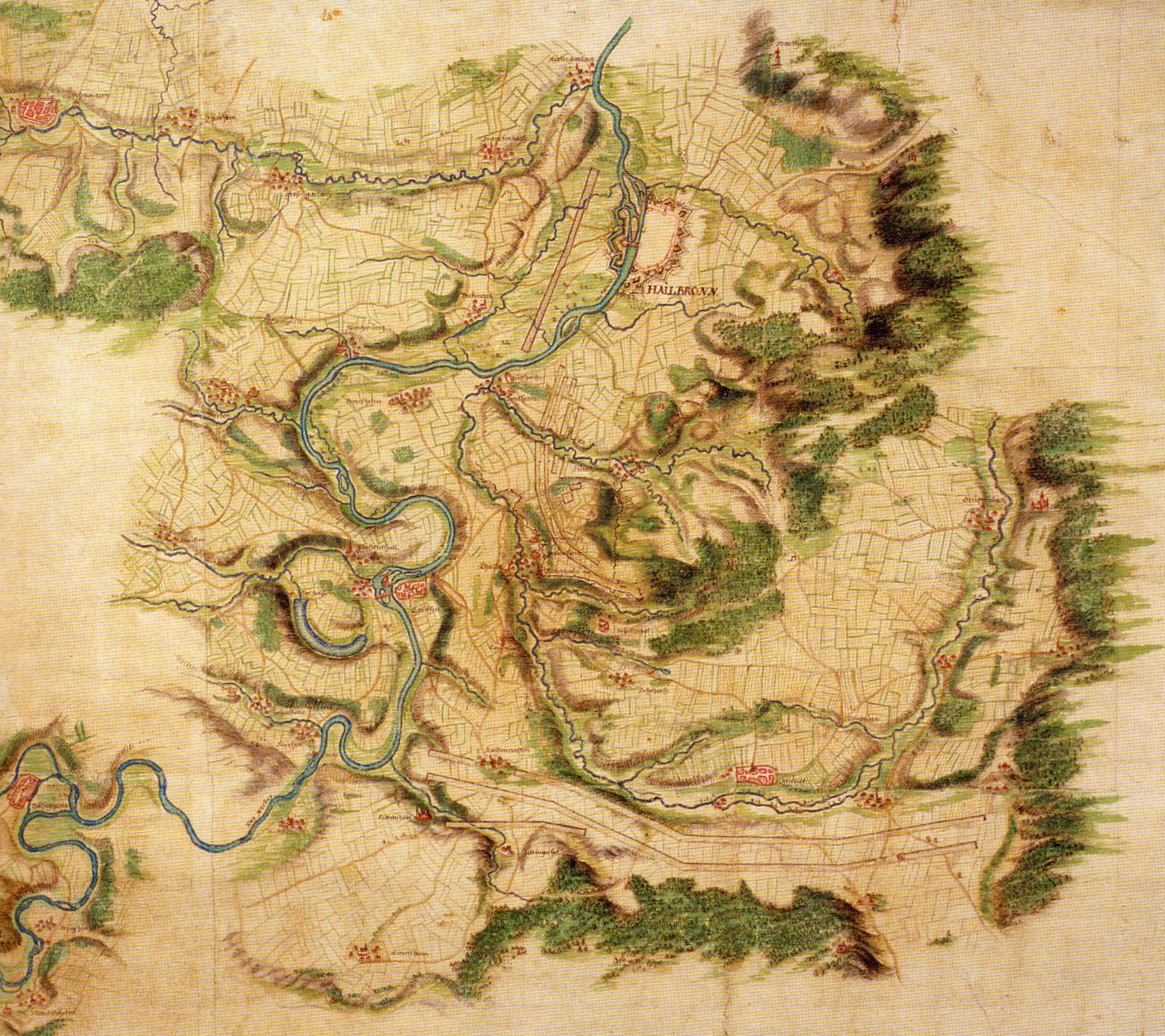
Karte von Heilbronn und Umgebung, um 1690

Samson Schmalkalder (* 1662 oder 1667 in Diemeringen; † im 18. Jahrhundert) war ein Ingenieuroffizier und Kartograph in den Truppen des Schwäbischen Reichskreises.

## Leben
Schmalkalder studierte in den Jahren 1682 bis 1684 in Straßburg, wo er als Studiosus Samson Schmalcalder, Dimringensis immatrikuliert war. Er wurde später Quartiermeister des schwäbischen Kreisregiments Durlach, um 1690 diente er als Offizier und Topograf unter dem Generalfeldmarschallieutenant Markgraf Karl Gustav von Baden-Durlach. In einer Schrift aus dem Jahr 1734 bezeichnet er sich als Generaladjutant. Sein Nachlass befindet sich in der Badischen Landesbibliothek.

## Werke
Erhalten geblieben sind zahlreiche Zeichnungen Schmalkalders von verschiedenen Kriegsschauplätzen. Er sammelte sie in zwei Skizzenbüchern, die er seinem Dienstherrn Karl Gustav von Baden-Durlach widmete. Sie werden heute im Generallandesarchiv Karlsruhe aufbewahrt. Sechs signierte Originalpläne sind vom Feldzug in Ungarn im Jahr 1688 vorhanden. Im Pfälzischen Erbfolgekrieg fertigte Schmalkalder zwischen 1689 und 1691 über 135 Pläne und Ansichten von Befestigungsanlagen und Feldlagern. Viele davon zeigen die Orte auf der deutschen Seite des Oberrheins unmittelbar vor ihrer Zerstörung durch französische Truppen im Jahr 1689, beispielsweise die Stadt Bruchsal und das nicht wieder aufgebaute und heute völlig verschwundene Mühlburger Schloss. Auch das Kriegstagebuch des Markgrafen Ludwig Wilhelm von Baden-Baden 1693–1696 enthält von Schmalkalder gezeichnete Karten. Der Schwerpunkt der oft skizzenhaften und summarisch vereinfachenden Darstellung liegt bei den militärisch bedeutsamen Truppenaufstellungen und Befestigungen.
Am 13. Juli 1697 schrieb Thomas Lefèbvre einen Brief an Friedrich Magnus, Schmalkalder habe einen Stadtgrundriss, der zum Wiederaufbau des Durlacher Schlosses dienen sollte, „für seine arbeyt ausgeben und Ihro Dhl presentiert“, dieser Plan sei aber falsch. Möglicherweise handelte es sich dabei um einen Grundriss aus dem Jahr 1690.

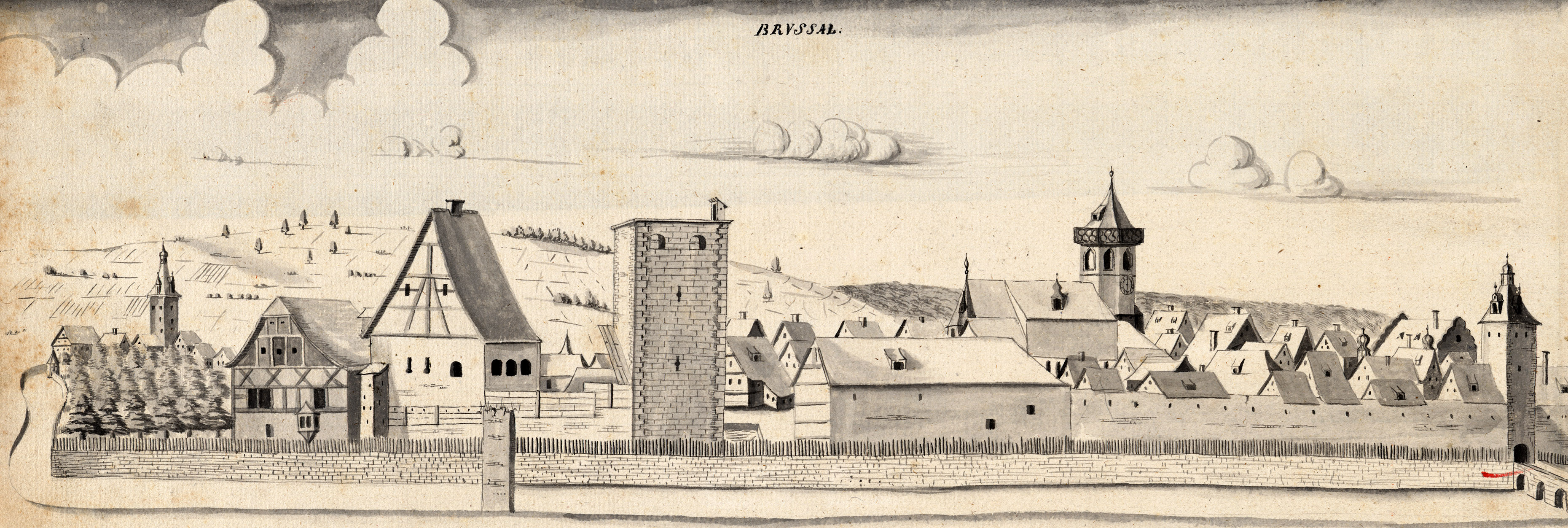
Bruchsal vor der Zerstörung 1689
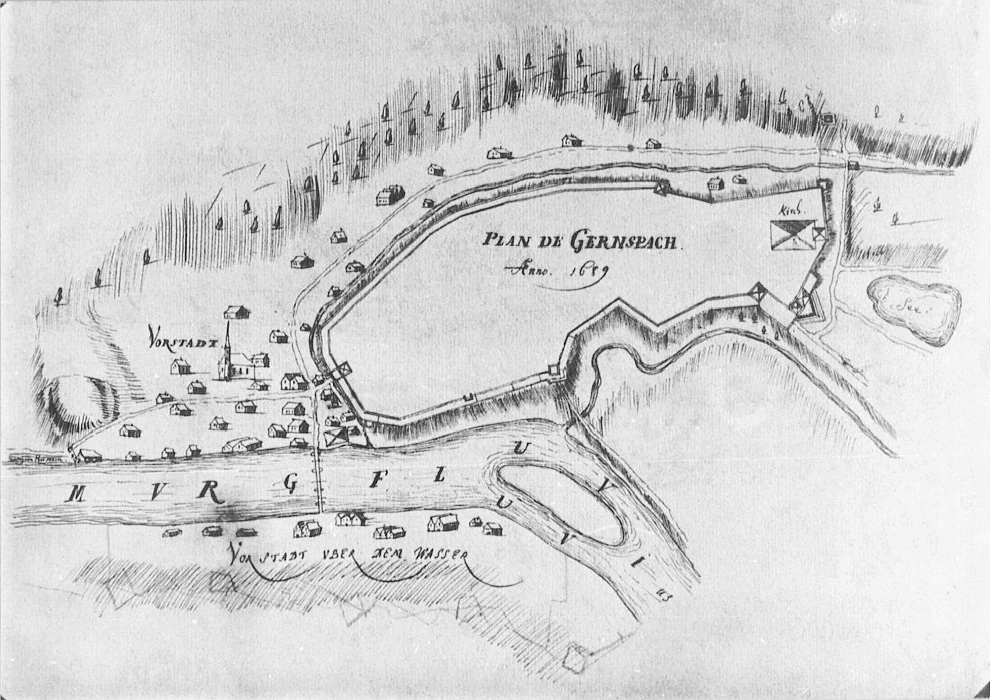
Gernsbacher Befestigungsanlagen, 1689. Die Bebauung innerhalb der Stadtmauern wird nicht dargestellt.
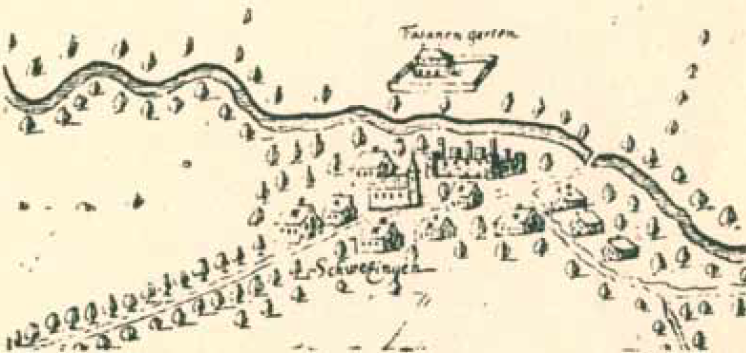
Schloss Schwetzingen nach der Zerstörung 1689, Detail
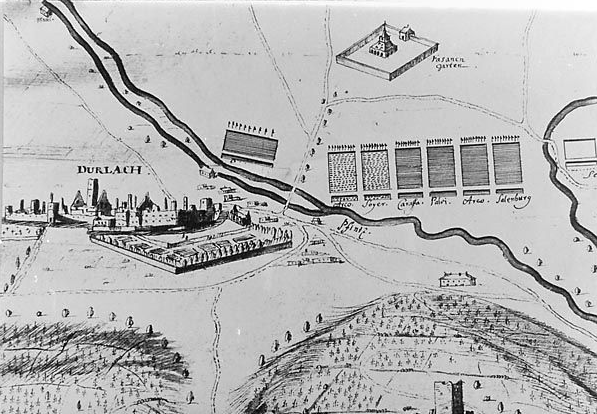
Durlach und Umgebung nach dem Brand, um 1690, Detail mit Militärverbänden rechts der Stadt
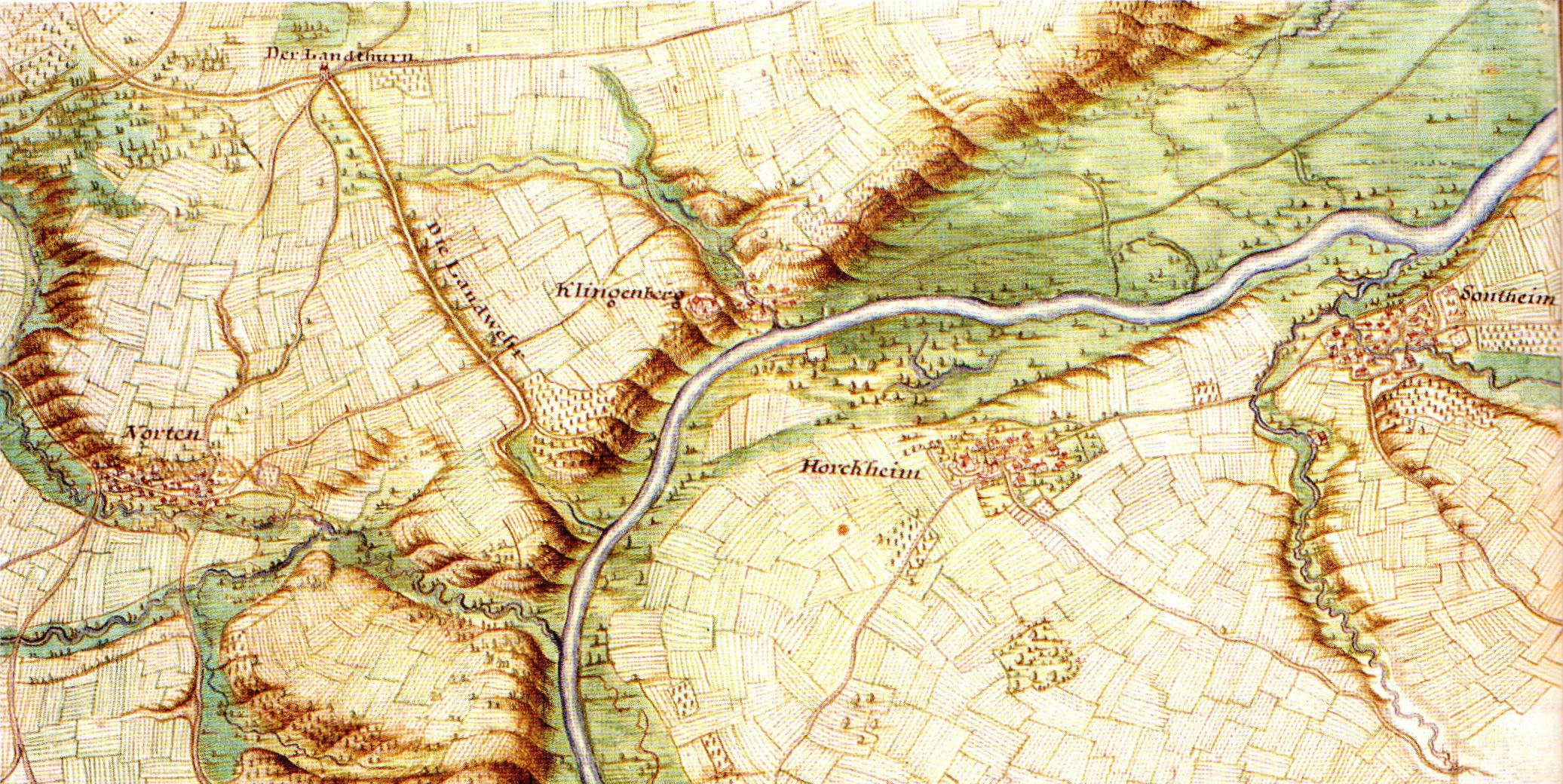
Klingenberg, Horkheim und Sontheim bei Heilbronn, um 1690